# Fundació Limne
La Fundació Limne és una organització sense ànim de lucre, constituïda l'any 2007 per destacats especialistes de la gestió d'aigües, amb ànim de fomentar la participació ciutadana en la conservació del patrimoni social i ambiental dels ecosistemes aquàtics, continentals i de transició, així com els ambients terrestres relacionats, que actua en les conques hidrogràfiques i subconques litorals que desemboquen en el Mediterrani entre el marge esquerre de la Gola del Segura i la desembocadura del riu Sénia.
És membre d'Avinença, la xarxa de custòdia del País Valencià. Ha dut a terme els projectes d'adopció de rius, en el que un grup de voluntariat col·laboren amb el gestor dels terrenys, o les persones o administracions propietàries de finques en el seu entorn per realitzar actuacions de millora o conservació. Ha llançat el «Projecte Rius», per fomentar la participació ciutadana de voluntariat ambiental per la conservació i millora dels ecosistemes fluvials, amb seguiment científic participatiu, on s'analitzen paràmetres fisicoquímics i biològics per valorar l'estat ecològic del tram de riu. Amb les dades obtingudes es redacta un Informe Anual sobre l'estat de la Conca del Xúquer. Un altre projecte és «Mans al riu!», una jornada anual de neteja de trams del Xúquer per extraure les deixalles acumulades en les riberes.